# Nicolas Beauzée
Nicolas Beauzée (* 9. Mai 1717 in Verdun; † 24. Januar 1789 in Paris) war ein französischer Sprachwissenschaftler, Verfasser der 1767 erschienenen Grammaire générale und einer der Hauptbeiträger zur Encyclopédie von Denis Diderot und Jean-Baptiste le Rond d’Alembert  für den Themenbereich Grammatik.
Im Jahr 1772 wurde er als Nachfolger von Charles Pinot Duclos in die Académie française berufen.

## Leben und Werk

### Frühe Jahre und Anstellung an der königlichen Militärakademie

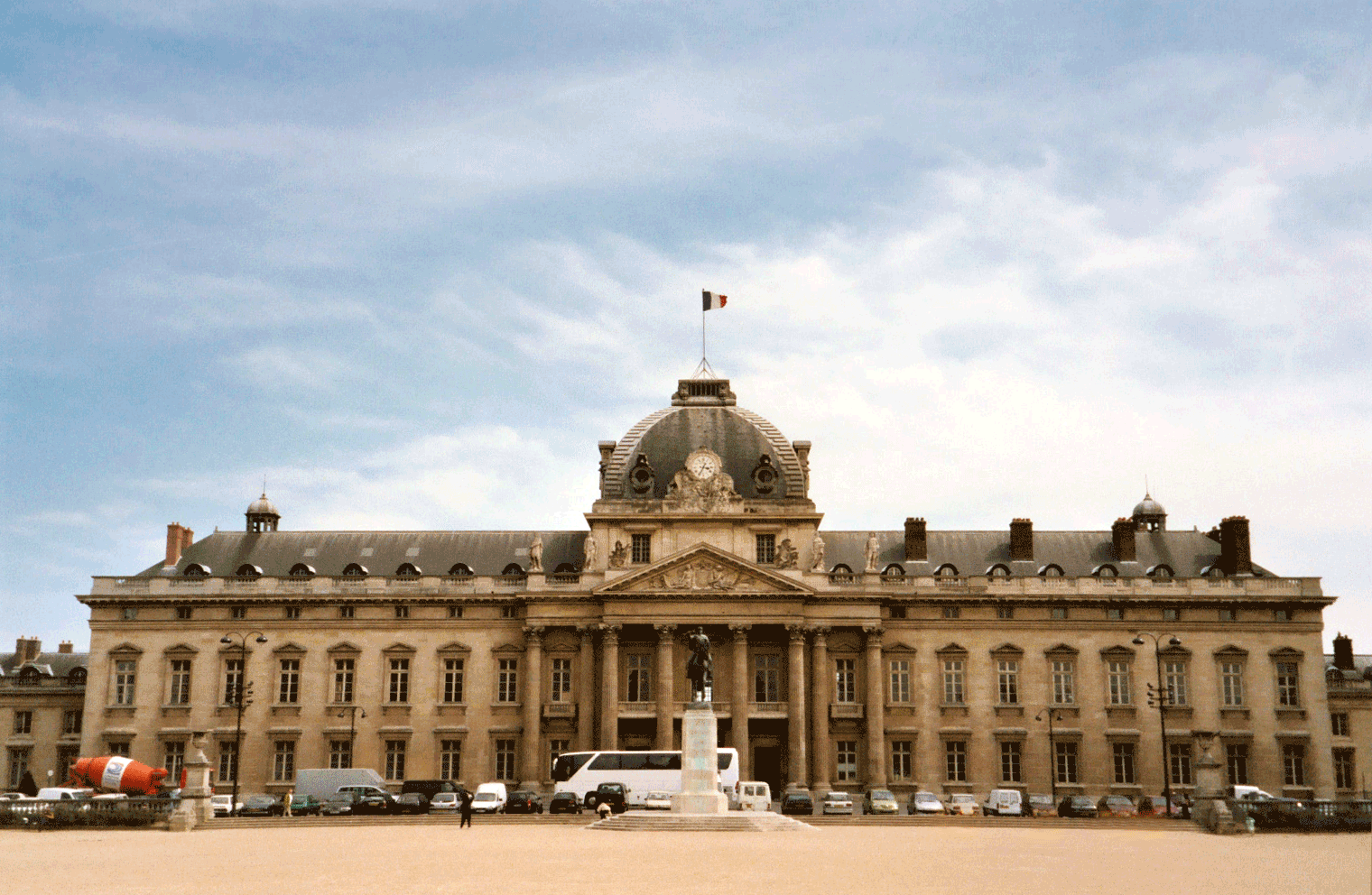
Heutiges Aussehen der Ecole royale militaire, einer Wirkungsstätte Beauzées in Paris. Das hier abgebildete Hauptgebäude wurde erst in den Jahren 1768 bis 1772 errichtet.

Beauzée wurde am 9. Mai 1717 in Verdun geboren. Das Kirchenregister der Gemeinde Saint-Sauveur weist seinen Vater als Arbeiter (manouvrier) aus. Ein Stipendium ermöglichte ihm in den Jahren 1731 bis 1739 den Besuch des Jesuitenkollegs von Verdun.
In den 1740er Jahren lebte Beauzée für einige Zeit in Paris, bevor er 1747 nach Verdun zurückkehrte. Dort lebte er in ärmlichen Verhältnissen, bis er auf Vermittlung des einflussreichen Schriftstellers Fontenelle erneut nach Paris ging und 1753 eine Stelle als Lehrer für Grammatik an der zwei Jahre zuvor zur Ausbildung von Söhnen verarmter Adligen gegründeten königlichen Militärakademie Ecole royale militaire antrat. Obwohl die Anstellung Beauzée, seine Frau und seine vier Kinder vor der Armut bewahrte, wurde er mehrfach in seinem Rang hoch- und wieder zurückgestuft, so dass seine finanzielle Situation unsicher blieb.

### Beauzée als Beiträger zurEncyclopédie
Als 1765 César Chesneau Du Marsais, der bisherige Hauptbearbeiter des Themengebiets Grammatik für die Encyclopédie, starb, setzte Beauzée dessen Arbeit gemeinsam mit seinem Kollegen an der Ecole royale militaire Jacques-Philippe-Augustin Douchet fort. Kafker bewertet Beauzées Beteiligung an einem freidenkerischen Buch wie der Encyclopédie als „überraschend“, da Beauzées in seiner ersten und bis dahin einzigen Veröffentlichung mit dem Titel Exposition abrégée des preuves historiques de la religion chrétienne, pour lui servir d’apologie contre les sophismes de l’irréligion (etwa: Kurze Darlegung historischer Beweisstücke für die christliche Religion, als Verteidigung gegen die Fehlschlüsse der Irreligion) traditionelle Standpunkte vertrat.
Für den 1757 erschienenen siebten Band der Encyclopédie schrieben Douchet und Beauzée insgesamt dreizehn Beiträge, wovon mindestens drei – Gallicisme, Genre und Grammaire – mehr Beauzée zuzurechnen sind (die von Beauzée gemeinsam mit Douchet erstellten Artikel sind mit dem Autorenkürzel „E.R.M.“ versehen; Beiträge, bei denen Beauzée als alleiniger Autor auftrat, sind mit „B.E.R.M.“ gekennzeichnet). Danach stellte Douchet seine Mitarbeit ein, wozu Beauzée erleichtert notierte:

« Mes idées, contraintes alors par la concurrence de celles de mon collègue & par les égards que m’imposoit notre association, n’ont ni pu ni dû se développer avec toute l’aisance que donne une liberté entière. »

„Meine Gedanken, gezwungen durch die Konkurrenz jener meines Kollegen und durch die Rücksichtnahme, zu der mich unsere Verbindung verpflichtete, konnten und durften sich nicht mit der vollen Gewandtheit entwickeln, die eine ungeteilte Freiheit möglich macht.“

Nach Douchets Ausscheiden verfasste Beauzée mehr als 125 namentlich gekennzeichnete und rund 20 anonyme Artikel für die Bände 8 bis 17 der Encyclopédie.
Obwohl Diderot – wie Kafker zutreffend bemerkt – durch Artikel wie Langue und Nom, in denen Beauzée die These von der göttlichen Natur der Sprache vertrat, irritiert gewesen sein dürfte, bewertete er dessen Arbeit dennoch positiv. Er schrieb, Beauzée sei ohne Zweifel der „gewandteste, ehrbarste und am meisten geschätzte Mann“ der Ecole royale militaire und seine Beiträge zur Encylopédie stünden denen seines Vorgängers Du Marsais in nichts nach.

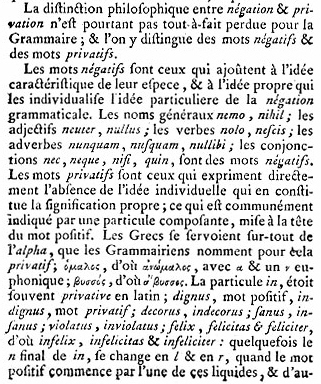
Der Artikel négation aus der Enzyklopädie von Diderot und D’Alembert. Nicolas Beauzee, als Autor des Artikels, unterscheidet private Worte, mots privatifs und negative Worte, mots négatifs.

### DieGrammaire générale

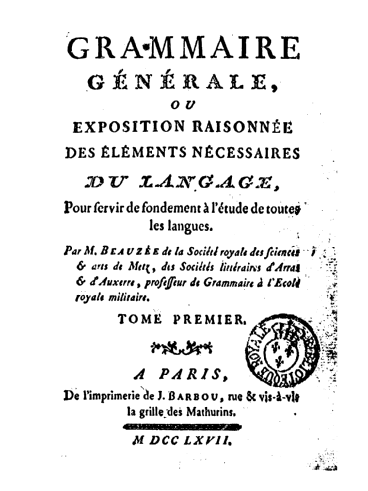
Titelblatt von Beauzées Grammaire générale, Paris 1767.

Im Jahr 1767 erschien Beauzées Hauptwerk, die zweibändige Grammaire générale ou exposition raisonnée des éléments nécessaires du langage, pour servir de fondement à l’étude de toutes les langues, die in Teilen auf Beauzées Beiträgen zur Encyclopédie basierte. Es handelte sich dabei um eine Universalgrammatik im Geiste Antoine Arnaulds und Claude Lancelots. Beauzée kann als Begründer des sprachtypologischen Ansatzes angesehen werden. Bei der Begründung seiner Theorie war Beauzée um eine, soweit es ihm möglich war, fundierten empirische Basis bemüht.
Mit rund 10.000 verkauften Exemplaren erreichte Beauzées Grammaire générale einen hohen Verbreitungsgrad, von modernen Interpreten wird das Werk aber kontrovers beurteilt. Während Gunvor Sahlin in der Grammaire générale „vage metaphysische Spekulationen“ ausmacht, zieht Barrie E. Bartlett ein weitaus positiveres Fazit:

“Beauzée’s intellectual accomplishments showed a high degree of sophistication and gave expression to insights which have re-emerged in a clearer form as significant and lasting developments only within the present century.”

„Beauzées intellektuelle Leistungen zeigten einen hohen Vollkommenheitsgrad und haben Einsichten zu Tage gefördert, wie sie in einer klareren Form als bedeutsame und bleibende Entwicklungen erst in diesem Jahrhundert wieder aufgetaucht sind.“

Die Mehrzahl von Beauzées Zeitgenossen zeigte sich beeindruckt von dem Werk. Die habsburgische Monarchin Maria Theresia ließ dem Autor für die Zusendung eines Exemplars eine Goldmedaille zukommen und auch Beauzées Anstellung an der Ecole royale militaire wurde sicherer. 1768 wurde er in die Accademia della Crusca aufgenommen. Dessen ungeachtet urteilte Diderot, der Grammaire générale mangele es an Klarheit in der Darstellung und an Geschmack in der Auswahl der Beispiele.

### Arbeit als Herausgeber und Übersetzer
Nach der Veröffentlichung der Grammaire générale betätigte Beauzée sich in vielfältiger Weise als Herausgeber und Übersetzer. Im Jahr 1769 gab er Abbé Gabriel Girards Synonymes françois heraus, 1787 Thomas à Kempis’ De imitatione Christi sowie Isaac Newtons Optics in der Übersetzung von Jean-Paul Marat. Beauzée selbst übersetzte die Historiae Sallusts, die Historiae Alexandri Magni des römischen Geschichtsschreibers Quintus Curtius Rufus und à Kempis’ Vier Bücher der Nachfolge Christi. Zur dreibändigen Grammaire et littérature des französischen Schriftstellers Jean-François Marmontel steuerte er überarbeitete Artikel aus der Encyclopédie bei.

### Aufnahme in dieAcadémie françaiseund letzte Jahre
Nach mehreren erfolglosen Anläufen wurde Beauzée im Jahr 1772 als Nachfolger seines Freundes Charles Pinot Duclos in die Académie française berufen. Einzig die Tatsache, dass Ludwig XV. zuvor bereits zwei andere Kandidaten abgelehnt hatte, trübte seinen Erfolg. Einflussreiche Kreise des französischen Hofes versuchten, die philosophes aus der Académie herauszuhalten und Beauzée galt – trotz seiner Autorschaft für die Encyclopédie – als sicherer Kandidat. In seiner Antrittsrede spiegelt sich seine Einstellung zum Katholizismus und zum Königtum wider: Sprache bezeichnete Beauzée als „natürliche Grundlage der Religion“ (base naturelle de la Religion) und Ludwig XV. wurde von ihm als „bester der Könige“ (meilleur des Rois) gepriesen.
Die Aussagen über Beauzées Einstellung zur Französischen Revolution sind widersprüchlich. Während ihn der Abbé Molleret in eine Reihe mit dem Marquis de Condorcet und Nicolas Chamfort und anderer Akademiemitglieder stellt, die „mit der ganzen Kraft des Wortes Revolutionäre waren“ (étaient révolutionnaires dans toute la force de ce mot), deckt sich dies nicht mit den Aussagen Chamforts, Rivarols und anderer seiner Zeitgenossen, die ihn als vornehmlich mit seiner Arbeit beschäftigten Gelehrten charakterisieren. Darüber hinaus starb Béauzee bereits im Januar 1789, als die Französische Revolution erst ihren Anfang nahm.

## Werke (Auswahl)
Eigenständige Schriften
- Exposition abrégée des preuves historiques de la religion chrétienne, pour lui servir d’apologie contre les sophismes de l’irréligion (1747)
- Grammaire générale ou exposition raisonnée des éléments nécessaires du langage, pour servir de fondement à l’étude de toutes les langues (1767, online abrufbar über Gallica, das Digitalisierungsprojekt der Französischen Nationalbibliothek; moderne Druckausgabe: Nachdruck der Ausgabe Paris 1767, mit einer Einleitung von Barrie E. Bartlett, Stuttgart [u. a.] 1974; vgl. dazu: Barrie E. Bartlett, Beauzée’s Grammaire générale. Theory and methodology, The Hague 1975, ISBN 90-279-3433-9)

Als Herausgeber
- Synonymes françois, leurs différentes significations et le choix qu’il en faut faire pour parler avec justesse par M. l'abbé Girard… (1769)
- Optique de Newton, traduction nouvelle faite par M*** [Marat] sur la dernière édition originale… dédiée au roi par M. Beauzée, éditeur de cet ouvrage… (1787, online abrufbar über Gallica)